# Guillermo Vilas
Guillermo Apolinario Vilas, argentinski tenisač, * 17. avgust 1952, Buenos Aires, Argentina.
Vilas je nekdanja številka dve na teniški jakostni lestvici ATP in zmagovalec štirih turnirjev za Grand Slam, še štirikrat pa je zaigral v finalu. Dvakrat je osvojil Odprto prvenstvo Avstralije, po enkrat Odprto prvenstvo Francije in Odprto prvenstvo ZDA, na turnirjih za Odprto prvenstvo Anglije pa se je najdlje dvakrat uvrstil v četrtfinale. Ob tem je še trikrat zaigral v finalih turnirjev za Odprto prvenstvo Francije in enkrat za Odprto prvenstvo Avstralije. Njegova najboljša sezona je bila 1977, ko je dosegel dve zmagi na turnirjih za Grand Slam in šestnajst na turnirjih ATP. Skupno je v letu zabeležil 145 zmag in 15 porazov. V tem času je zabeležil rekordnih 46 zaporednih zmag na vseh podlagah in 53 na peščeni podlagi. Prvi rekord še vedno velja, drugega pa je leta 2006 izboljšal Rafael Nadal. Leta 1991 je bil sprejet v Mednarodni teniški hram slavnih.

## Finali Grand Slamov (8)

### Zmage (4)
| Leto | Turnir                          | Nasprotnik v finalu | Rezultat finala       |
| 1977 | Odprto prvenstvo Francije       | Brian Gottfried     | 6–0, 6–3, 6–0         |
| 1977 | Odprto prvenstvo ZDA            | Jimmy Connors       | 2–6, 6–3, 7–6(4), 6–0 |
| 1978 | Odprto prvenstvo Avstralije     | John Marks          | 6–4, 6–4, 3–6, 6–3    |
| 1979 | Odprto prvenstvo Avstralije (2) | John Sadri          | 7–6(4), 6–3, 6–2      |

### Porazi (4)
| Leto | Turnir                        | Nasprotnik v finalu | Rezultat finala       |
| 1975 | Odprto prvenstvo Francije     | Björn Borg          | 2–6, 3–6, 4–6         |
| 1977 | Odprto prvenstvo Avstralije   | Roscoe Tanner       | 3–6, 3–6, 3–6         |
| 1978 | Odprto prvenstvo Francije (2) | Björn Borg          | 1–6, 1–6, 3–6         |
| 1982 | Odprto prvenstvo Francije (3) | Mats Wilander       | 6–1, 6–7(6), 0–6, 4–6 |